# Stenocosmia
Stenocosmia is een geslacht van kevers uit de familie Carabidae, de loopkevers.

## Soorten
- Stenocosmia angusta Rivalier, 1965
- Stenocosmia tenuicollis (Fairmaire, 1904)